# جالجاون
جالجاون (بالهندية: जलगाँव) هو مدينة، في الهند، يقع في منطقة جالجاون ، وهو عاصمتها، بلغ عدد سكانه 460,468 نسمة وذلك حسب إحصائيات سنة 2011، تبلغ مساحته 105,000,000 متر مربع (105 كـم2)، رمزها البريدي هو 425001.

## المناخ
يظهر الجدول التالي التغييرات المناخية على مدار السنة لجالجاون:
| البيانات المناخية لـجالجاون       | البيانات المناخية لـجالجاون | البيانات المناخية لـجالجاون | البيانات المناخية لـجالجاون | البيانات المناخية لـجالجاون | البيانات المناخية لـجالجاون | البيانات المناخية لـجالجاون | البيانات المناخية لـجالجاون | البيانات المناخية لـجالجاون | البيانات المناخية لـجالجاون | البيانات المناخية لـجالجاون | البيانات المناخية لـجالجاون | البيانات المناخية لـجالجاون | البيانات المناخية لـجالجاون |
| الشهر                             | يناير                       | فبراير                      | مارس                        | أبريل                       | مايو                        | يونيو                       | يوليو                       | أغسطس                       | سبتمبر                      | أكتوبر                      | نوفمبر                      | ديسمبر                      | المعدل السنوي               |
| --------------------------------- | --------------------------- | --------------------------- | --------------------------- | --------------------------- | --------------------------- | --------------------------- | --------------------------- | --------------------------- | --------------------------- | --------------------------- | --------------------------- | --------------------------- | --------------------------- |
| متوسط درجة الحرارة الكبرى °م (°ف) | 30.4 (86.7)                 | 32.7 (90.9)                 | 37.5 (99.5)                 | 40.9 (105.6)                | 42.5 (108.5)                | 37.8 (100.0)                | 31.4 (88.5)                 | 31.4 (88.5)                 | 31.6 (88.9)                 | 34.1 (93.4)                 | 31.8 (89.2)                 | 29.8 (85.6)                 | 34.3 (93.8)                 |
| متوسط درجة الحرارة الصغرى °م (°ف) | 12.6 (54.7)                 | 14.3 (57.7)                 | 18.6 (65.5)                 | 24.1 (75.4)                 | 27.2 (81.0)                 | 26.1 (79.0)                 | 23.9 (75.0)                 | 23.5 (74.3)                 | 22.8 (73.0)                 | 19.2 (66.6)                 | 14.5 (58.1)                 | 11.9 (53.4)                 | 19.9 (67.8)                 |
| الهطول مم (إنش)                   | 8.9 (0.35)                  | 3.1 (0.12)                  | 4.1 (0.16)                  | 0 (0)                       | 10.7 (0.42)                 | 128.8 (5.07)                | 249.7 (9.83)                | 164.1 (6.46)                | 148.6 (5.85)                | 37.3 (1.47)                 | 22.1 (0.87)                 | 7.4 (0.29)                  | 784.8 (30.89)               |
| المصدر: Jalgaon Weather           |                             |                             |                             |                             |                             |                             |                             |                             |                             |                             |                             |                             |                             |